# Giovanni Aliprandi (attore)
Giovanni Aliprandi (1824 – Gualdo Tadino, 1914) è stato un attore teatrale italiano.

## Biografia
Dapprima amoroso, divenne primo attore giovane nella compagnia di Cesare Dondini.
Nel 1860 iniziò a dirigere compagnie, apprezzate per il decoro dell'allestimento scenico e per l'armonia delle voci.
Anche sua moglie, Alfonsina Dominici, e sua figlia Emilia furono attrici teatrali, quest'ultima fu la prima interprete italiana di Casa di bambola e sposò l'attore Vittorio Pieri.